# Teresa Szmigielówna
Teresa Szmigielówna (9 de octubre de 1929-24 de septiembre de 2013) fue una actriz polaca. Apareció en más de sesenta películas entre 1951 y 2012.

## Reparto
| Año  | Título                            | Papel                         | Notas                     |
| ---- | --------------------------------- | ----------------------------- | ------------------------- |
| 1951 | Warsaw Premiere                   |                               |                           |
| 1953 | Three Stories                     | Enfermera                     | Segmento: "Cement"        |
| 1954 | Celuloza                          | Zocha                         |                           |
| 1955 | Kariera                           | Irena Hulewicz                |                           |
| 1956 | Podhale w ogniu                   | Halszka Radocka               |                           |
| 1958 | Noose                             | Viejo amor de Kuba            |                           |
| 1959 | Pociąg                            | Esposa del abogado            |                           |
| 1959 | Sygnaly                           | Malgorzata                    |                           |
| 1960 | Innocent Sorcerers                | Enfermera Teresa              |                           |
| 1961 | Szczesciarz Antoni                | Julia Grabczyk                |                           |
| 1961 | Droga na zachód                   | Agente de la estación         |                           |
| 1963 | Pamietnik pani Hanki              | Halszka Kornilowska           |                           |
| 1965 | Three Steps on Earth              | Enfermera                     | Segmento: "Godzina drogi" |
| 1966 | Jutro Meksyk                      | Wanda                         |                           |
| 1966 | Wieczór przedswiateczny           | Técnica en central telefónica |                           |
| 1966 | Pieklo i niebo                    | Novia de Ignacy               | Sin acreditar             |
| 1966 | Barrier                           | Mujer llorando en el hospital | Sin acreditar             |
| 1966 | Marysia i Napoleon                | Invitada al baile             | Sin acreditar             |
| 1968 | Ostatni po Bogu                   | Esposa de Hulewicz.           |                           |
| 1969 | Molo                              | Marta                         |                           |
| 1969 | Zbrodniarz, który ukradl zbrodnie | Fiscal                        |                           |
| 1970 | Prawdzie w oczy                   | Fiscal                        |                           |
| 1972 | Uciec jak najblizej               | Vendedora                     |                           |
| 1976 | Jaroslaw Dabrowski                | Waleria Piotrowska            |                           |
| 1976 | Krótkie zycie                     | Kruczkowska                   |                           |
| 1976 | Zagrozenie                        |                               |                           |
| 1977 | Szarada                           | Esposa de Piotr               |                           |
| 1978 | Granica                           |                               |                           |
| 1978 | Akwarele                          | Madre                         |                           |
| 1979 | El amateur                        |                               |                           |
| 1980 | Zamach stanu                      | Aleksandra Pilsudska          |                           |
| 1980 | Levins Mühle                      | Frau German                   |                           |
| 1983 | The Turning Point                 | Polnische Frau                |                           |
| 1983 | On, ona, oni                      |                               |                           |
| 1984 | Haracz szarego dnia               | Zofia Karolak                 |                           |
| 1984 | Na strazy swej stac bede          | Madejowa                      |                           |
| 1985 | Szkoda twoich lez                 | Helena                        |                           |
| 1985 | Kobieta w kapeluszu               | Szyszkowska                   |                           |
| 1989 | Penelopy                          |                               |                           |
| 1989 | Stan strachu                      |                               |                           |
| 1990 | Korczak                           |                               |                           |
| 2001 | Przedwiosnie                      | Tía Aniela                    |                           |
| 2003 | The Foreigner                     | Anciana francesa              |                           |
| 2003 | Powiedz to, Gabi                  | Zofia                         |                           |
| 2003 | Warszawa                          | Vecina                        |                           |
| 2005 | Rh+                               | Anciana                       |                           |
| 2006 | Who Never Lived                   | Invitada                      |                           |
| 2008 | Before Twilight                   | Teresa                        |                           |
| 2009 | Miasto z morza                    |                               |                           |
| 2012 | Mój rower                         | Jadwiga                       |                           |
| 2012 | Piata pora roku                   | Madre de Roman                | Último papel              |